# Herbert Schmidt
Herbert Schmidt (ur. 28 stycznia 1914, zm. 18 września 2002 w Berlinie) – niemiecki wioślarz, brązowy medalista olimpijski.
Wystąpił na igrzyskach olimpijskich w Berlinie w 1936, gdzie reprezentanci III Rzeszy w składzie: Alfred Rieck, Helmut Radach, Hans Kuschke, Heinz Kaufmann, Gerd Völs, Werner Loeckle, Hans-Joachim Hannemann, Herbert Schmidt i Wilhelm Mahlow (sternik) zdobyli brązowy medal w ósemkach. W finale o 1 sekundę przegrali z osadą Stanów Zjednoczonych, a o 0,4 sekundy przegrali z Włochami. Był to jego jedyny start olimpijski.
W latach 1936 i 1942 zdobywał mistrzostwo kraju w ósemkach. Ponadto w 1942 roku był najlepszy w czwórkach bez sternika. Po zakończeniu II wojny światowej pracował jako dziennikarz, najpierw dla czasopisma Deutsches Sportecho, a następnie radia Sender Freies Berlin.